# San Mamés (Polaciones)
San Mamés es una localidad del municipio de Polaciones (Cantabria, España). Es un pequeño núcleo de población de 11 habitantes en el año 2024. Se encuentra a 1032 m s. n. m. Dista 4 kilómetros de Lombraña, la capital municipal.
Celebra la festividad de San Cayetano y San Mamés el 7 de agosto.

## Naturaleza
Como a Belmonte, le afecta el Lote Casal Norte o Lote Robledo, de caza mayor, perteneciente a la Reserva Nacional de Caza del Saja. Desde San Mamés hacia el Norte, o desde Callecedo, puede ascenderse al Cueto Cucón, cumbre de 1.956 metros que se encuentra en el extremo este de Peña Sagra, entre Polaciones y Rionansa. Hacia el Oeste, puede ascenderse al Collado de las Invernaíllas (1.585 m), en la vertiente sur de Peña Sagra, entre Polaciones y Aniezo, ya en Cabezón de Liébana. Además, puede hacerse la ruta San Mamés-La Cruz de Cabezuela, recogida entre los itinerarios del "Valle del Nansa" en la guía "Los Caminos del Ecomuseo", publicada por el Ecomuseo Saja-Nansa.

## Historia
La primera mención documental de San Mamés es del año 1122. En el Becerro de las Behetrías de Castilla (1351) aparece mencionado este lugar como perteneciente a la Merindad de Liébana y Pernía. La dependencia eclesiástica de estos lugares significó que aún en tiempos del informe de Floridablanca, el alcalde ordinario lo nombraba el obispo de Palencia.

## Patrimonio
De su patrimonio destaca la iglesia de San Mamés y San Cayetano, que data del siglo XVII, y está construida en estilo barroco montañés. También hay una casa, llamada de los Montes Caloca o del Virrey, con capilla. Cerca de la iglesia está el edificio de la antigua escuela que en la actualidad se utiliza para celebrar festivos.

## Hijos ilustres
- Toribio Montes-Caloca (1749-1830), militar, presidente de la Real Audiencia de Quito.

- Datos: Q6119273